# Dicranomyia (Dicranomyia) diversigladia piabilis
Dicranomyia (Dicranomyia) diversigladia piabilis is een ondersoort van de tweevleugelige Dicranomyia (Dicranomyia) diversigladia uit de familie steltmuggen (Limoniidae). De ondersoort komt voor in het Neotropisch gebied.